# Jean-Paul Riopelle
Jean-Paul Riopelle (Montreal,  7 oktober 1923 – Saint-Antoine-de-l'Isle-aux-Grues (Quebec), 12 maart 2002) was een Canadese schilder en beeldhouwer. 

## Leven en werk
Riopelle studeerde aan de kunstacademie van Montreal. In 1945 sloot hij zich aan bij de in 1940 opgerichte kunstenaarsgroepering Les Automatistes van zijn leermeester Paul-Émile Borduas. Het was een groep dissidente kunstenaars uit Montreal, die sterk was beïnvloed door het surrealisme en de theorie van het surrealistisch automatisme. Aan het eind van de jaren 40 van de twintigste eeuw trok hij naar Parijs. Daar leerde hij vertegenwoordigers kennen van diverse kunststromingen, zoals het Surrealisme (met name André Breton, wiens vertrouweling hij werd), het Tachisme en de informele schilderkunst. Alle stromingen hadden een grote invloed op zijn werk. Hij kreeg als bijnaam de wild Canadian en cultiveerde die reputatie nog. Zijn stijl ontwikkelde zich naar het abstract expressionisme en action painting. Hij werd internationaal gezien als een van de vertegenwoordigers daarvan.
In 1956 leerde hij de schilderes Joan Mitchell kennen, die zijn levensgezel werd en met wie hij een tumultueuze verhouding had die duurde tot 1979. Riopelle was deelnemer aan de Biënnale van Venetië in 1954 en 1962 en aan documenta II in (1959) en documenta III in 1964 in Kassel. Riopelle stierf in 2002 op het niet ver van de stad Quebec gelegen eiland Isle-aux-Grues. Naar hem is een, inmiddels populaire, kaas genoemd, de Riopelle de l'Isle.

## Enkele werken
- Composition asbtraite, 1949, (Truffert Collectie)
- Poussière de soleil, 1953
- La Vallée de l'oiseau, 1954
- La Roue (Cold Dog - Indian Summer), 1954-1955, Musée des beaux-arts de Montréal
- Forêt artdente, 1955
- Passe-Montagne, 1958, particuliere collectie
- Composition asbtraite, 1958
- La Victoire et le Sphinx, 1963 beeldenpark van het Musée national des beaux-arts du Québec
- Les Aigrettes, 1968
- La Joute, 1969 een sculptuur/fontein in Montreal
- La Tour, 1969/70 beeldenpark van het Musée national des beaux-arts du Québec
- Hiboux, (serie), 1970
- Hommage à Grey Owl, 1970, Musée des beaux-arts de Montréal
- Ficelle, (serie), 1972
- Mitchikanabikong, 1975, (Centre Georges Pompidou)
- Soleil de minuit (Quatuor en Blanc), 1977, Musée des beaux-arts de Montréal
- Enseigne, 1982, (Galerie Michel-Ange de Montréal)
- Hommage à Rosa Luxembourg, 1992 permanente collectie Musée national des beaux-arts du Québec in Quebec